# Erwin Schramm (General)
Erwin Adelbert Schramm (* 5. April 1856 in Schneeberg; † 13. März 1935 in Dresden) war ein sächsischer Generalleutnant, der sich mit Archäologe und antikem Geschützwesen beschäftigte.

## Leben
Erwin Schramm war Sohn des Baumeisters, Ingenieurs und Zwickauer Stadtbaurat Gustav Adalbert Schramm.
Schramm besuchte das Zwickauer Realgymnasium und nachfolgend das Polytechnikum in Dresden. Er trat dann 1875 als Einjährig-Freiwilliger in das Fußartillerie-Regiment Nr. 12 der sächsischen Armee in Metz ein. Schramm erkannte während dieser Zeit, dass der Soldatenberuf ihm am besten lag, und begann damit seine Karriere als Berufsoffizier bei der schweren Artillerie. Er wurde 1877 zum Sekondeleutnant befördert und blieb nach Beförderung zum Oberleutnant im Jahre 1886, zum Hauptmann im Jahre 1890, zum Major im Jahre 1900 weiterhin in seinem Regiment. Nach Beförderung zum Oberstleutnant am 23. Juni 1905 diente er beim Stabe des Regiments und nach weiterer Beförderung zum Oberst am 20. März 1908 wurde er schließlich Kommandeur seines Regiments. Schramm kommandierte das Regiment bis 1912 und wurde dann Kommandeur der 3. Feld-Artillerie-Brigade Nr. 32 und 1913 dann schließlich zum Generalmajor befördert. Nach Beginn des Ersten Weltkrieges nahm er mit seiner Brigade an dem Massaker von Dinant, den Vormärschen im August 1914 und auch der Marneschlacht teil. Er wurde dafür am 15. Oktober 1914 mit dem Ritterkreuz des Militär-St.-Heinrichs-Ordens ausgezeichnet. Schramm wurde noch als Artilleriekommandeur des XII. Armee-Korps verwendet und schied dann 1915 mit dem Charakter eines Generalleutnant aus der Armee aus.
Schon während seiner Militärlaufbahn widmete sich Schramm militärwissenschaftlichen und archäologischen Studien. So entdeckte er etwa 1902 das Amphitheater von Metz/Divodurum Mediomatricorum. Er rekonstruierte nach den Berichten antiker Autoren und von Funden antike Geschütze und Kriegsmaschinen auf der Saalburg, unternahm zahlreiche Reisen durch die Mittelmeerländer und wurde 1911 von der Universität Freiburg in Anerkennung seiner wissenschaftlichen Arbeiten mit dem Titel eines Dr. phil. h. c. ausgezeichnet. 1914 erhielt er die silberne Leibniz-Medaille der Königlich-Preußischen Akademie der Wissenschaften.

## Schriften (Auswahl)
- Griechisch-römische Geschütze. Bemerkungen zu der Rekonstruktion. Scriba, Metz 1910.
- Die antiken Geschütze der Saalburg. Bemerkungen zu ihrer Rekonstruktion. Neubearbeitung der Schrift Griechisch-römische Geschütze. Weidmann, Berlin 1918
  - Nachdruck: Die antiken Geschütze der Saalburg. Nachdruck der Ausgabe von 1918 mit einer Einführung von Dietwulf Baatz (= Beiheft zum Saalburg-Jahrbuch). Saalburgmuseum, Bad Homburg v. d. H. 1980 (bes. S. III–XIII zu Schramm und seinen Studien).
- Die Geschütze des Altertums. In: Zeitschrift für historische Waffen- und Kostümkunde Bd. 8, 1918–1920, S. 41–54.
- Vorgeschichtliche Befestigungen. Heinrich, Dresden 1935